# Карабах
Карабах (азер. Qarabağ, јерм. Ղարաբաղ) је географска област у југозападном Азербејџану и источној Јерменији, која се протеже од висоравни Малог Кавказа до низије између река Кура и Аракс.
Конвенционално је подељен на три области: Горски Карабах, Низијски Карабах (степе између река Кура и Аракс) и источне падине Зангезурских планина.